# Benoît Sokal
Benoît Sokal   (Schaerbeek, 28 de juny de 1954 - Witry-lès-Reims, 28 de maig de 2021) va ser un escriptor i dibuixant belga. Des de finals dels anys 1990, Sokal es va convertir també en un dissenyador de videojocs creant el guió del seu primer videojoc: L'Amerzone.

## Biografia
Benoit Sokal va aprendre els rudiments del seu art a l'«Institut Saint-Luc» de Brussel·les, i publicar els seus primers treballs a l'àlbum anual d'aquesta escola, «Le neuvième rêve» (El novè somni).
El 1978, un còmic mensual «À Suivre» va publicar les primeres aventures del seu nou (anti) heroi, l'inspector Canardo. Les Edicions Casterman posteriorment publicaran tots els àlbums del des d'aleshores endavant cèlebre ànec detectiu...
El 1988, Edicions Casterman publica el resultat de la seva col·laboració amb Populaire (guió): l'àlbum Sanguine, del qual l'acció es desenvolupa en el context de la Guerra dels Trenta Anys. El 1996 va aparèixer «Le vieil homme qui n'écrivait plus» (El vell home que ja no escrivia), que posa en escena una altra guerra, l'Ocupació i la Resistència...
El seu personatge fetitxe continua sent l'inspector Canardo, un investigador amb bec d'ànec, una mica borratxo, amb una cigarreta perpètuament a la boca, armat amb un cinisme gairebé infal·lible. És, en els episodis, el testimoni dels crims més foscos, o d'alguna manera arriba a resoldre misteris menys embolicats.

## Distincions i premis
- 1999: Prix Pixel-INA, categoria Joc, per L'Amerzone
- 2002: Phénix Awards (Personalitat de l'Any)
- 2006: Chevalier des Arts et Lettres (Ministeri de Cultura de França)
- 2007: Oficial de l'Ordre de Leopold II[2]

## Publicacions
- Le vieil homme qui n'écrivait plus
- Canardo (18 àlbums el 2008)
- Paradise (Sokal escriptor, dissenyador Bingono, Jean-François Bruckner s'encarrega del color).

## Videojocs
- L'Amerzone
- Syberia
- Syberia II
- Paradise[3]
- L'île noyée